# Giuseppe Barbavara
Giuseppe Barbavara (Novara, ... – Milano, maggio 1721) è stato un nobile e politico italiano.

## Biografia
Nato a Novara, Giuseppe Barbavara era figlio di Ludovico, appartenente ad un ramo collaterale dei signori di Gravellona e comandante della milizia urbana di Milano, e di sua moglie, la nobile milanese Lucrezia Barbavara. Suo nonno paterno, Marco Barbavara, era stato presidente del senato di Milano.
Intrapresa la carriera legislativa come la maggior parte dei membri della sua famiglia, divenne consultore del Sant'Uffizio a Milano, venendo quindi ammesso tra i giureconsulti milanesi nel 1677. Nel 1690 divenne vicario pretorio a Milano, venendo poco dopo nominato viceprefetto. Dal 1698 al 1699 ricoprì l'incarico di vicario di provvisione. Carlo II di Spagna gli concesse il titolo di conte.
Morì a Milano nel mese di maggio del 1721.

## Matrimonio e figli
Giuseppe Barbavara sposò la nobile milanese Alfonsa Belcredi, dalla quale ebbe i seguenti eredi:
- Barbara (†1782), sposò in prime nozze Carlo Giuseppe Benaglio e in seconde nozze Giorgio Clerici, III marchese di Cavenago
- Costanza (1700-1779), sposò Giuseppe Durini, III conte di Monza

## Genealogia
|                           |   |                     | Genitori                   |  |  | Nonni |  |  | Bisnonni            |  |  | Trisnonni                                      |  |
|                           |   |                     |                            |  |  |       |  |  | Ottaviano Barbavara |  |  | Alessandro Barbavara, IV signore di Gravellona |  |
|                           |   |                     |                            |  |  |       |  |  | Ottaviano Barbavara |  |  | Alessandro Barbavara, IV signore di Gravellona |  |
|                           |   | Cassandra Barbavara |                            |  |  |       |  |  | Ottaviano Barbavara |  |  |                                                |  |
| Marco Barbavara           |   |                     |                            |  |  |       |  |  | Ottaviano Barbavara |  |  |                                                |  |
|                           |   | Lucia Mazenta       | Ludovico Mazenta           |  |  |       |  |  |                     |  |  |                                                |  |
|                           |   | Lucia Mazenta       | Ludovico Mazenta           |  |  |       |  |  |                     |  |  |                                                |  |
|                           |   | Lucia Mazenta       | Caterina Bianca Bottigella |  |  |       |  |  |                     |  |  |                                                |  |
| Ludovico Barbavara        |   | Lucia Mazenta       |                            |  |  |       |  |  |                     |  |  |                                                |  |
|                           |   | Camillo Savarola    | ?                          |  |  |       |  |  |                     |  |  |                                                |  |
|                           |   | Camillo Savarola    | ?                          |  |  |       |  |  |                     |  |  |                                                |  |
|                           |   | Camillo Savarola    | ?                          |  |  |       |  |  |                     |  |  |                                                |  |
| Candida Savarola          |   | Camillo Savarola    |                            |  |  |       |  |  |                     |  |  |                                                |  |
|                           |   | ?                   | ?                          |  |  |       |  |  |                     |  |  |                                                |  |
|                           |   | ?                   | ?                          |  |  |       |  |  |                     |  |  |                                                |  |
|                           |   | ?                   | ?                          |  |  |       |  |  |                     |  |  |                                                |  |
| Giuseppe Barbavara        |   | ?                   |                            |  |  |       |  |  |                     |  |  |                                                |  |
|                           | ? | ?                   |                            |  |  |       |  |  |                     |  |  |                                                |  |
|                           | ? | ?                   |                            |  |  |       |  |  |                     |  |  |                                                |  |
|                           | ? | ?                   |                            |  |  |       |  |  |                     |  |  |                                                |  |
| Giovanni Battista Besozzi | ? |                     |                            |  |  |       |  |  |                     |  |  |                                                |  |
|                           |   | ?                   | ?                          |  |  |       |  |  |                     |  |  |                                                |  |
|                           |   | ?                   | ?                          |  |  |       |  |  |                     |  |  |                                                |  |
|                           |   | ?                   | ?                          |  |  |       |  |  |                     |  |  |                                                |  |
| Lucrezia Besozzi          |   | ?                   |                            |  |  |       |  |  |                     |  |  |                                                |  |
|                           |   | ?                   | ?                          |  |  |       |  |  |                     |  |  |                                                |  |
|                           |   | ?                   | ?                          |  |  |       |  |  |                     |  |  |                                                |  |
|                           |   | ?                   | ?                          |  |  |       |  |  |                     |  |  |                                                |  |
| ?                         |   | ?                   |                            |  |  |       |  |  |                     |  |  |                                                |  |
|                           |   | ?                   | ?                          |  |  |       |  |  |                     |  |  |                                                |  |
|                           |   | ?                   | ?                          |  |  |       |  |  |                     |  |  |                                                |  |
|                           |   | ?                   | ?                          |  |  |       |  |  |                     |  |  |                                                |  |
|                           |   | ?                   |                            |  |  |       |  |  |                     |  |  |                                                |  |